# Elbaue zwischen Saalemündung und Magdeburg
Die Elbaue zwischen Saalemündung und Magdeburg ist ein FFH-Gebiet in der Stadt Zerbst/Anhalt im Landkreis Anhalt-Bitterfeld, in den Städten Barleben und Wolmirstedt im Landkreis Börde, in den Städten Barby und Schönebeck (Elbe) im Salzlandkreis, in den Gemeinden Gommern, Biederitz und Möser im Landkreis Jerichower Land sowie in der kreisfreien Stadt Magdeburg in Sachsen-Anhalt.

## Allgemeines
Das FFH-Gebiet ist circa 6598 Hektar groß (beim Bundesamt für Naturschutz ist die Größe mit 6589 Hektar angegeben). Das FFH-Gebiet grenzt im Süden an das vollständig durch einen Teil des Naturschutzgebietes „Mittelelbe zwischen Mulde und Saale“ gesicherte FFH-Gebiet „Elbaue Steckby-Lödderitz“ und EU-Vogelschutzgebiet „Mittlere Elbe einschließlich Steckby-Lödderitzer Forst“ und im Norden an das FFH-Gebiet „Elbaue südlich Rogätz mit Ohremündung“ und EU-Vogelschutzgebiet „Elbaue Jerichow“. Weiterhin grenzt es in Magdeburg an das FFH-Gebiet „Stromelbe im Stadtzentrum Magdeburg“ und östlich von Magdeburg kleinflächig an das FFH-Gebiet „Ehle zwischen Möckern und Elbe“. Es überschneidet sich mit den Landschaftsschutzgebieten „Mittlere Elbe“, „Mittlere Elbe-Steckby“, „Umflutehle-Külzauer Forst“ und „Ohre- und Elbniederung“. Das Naturschutzgebiet „Dornburger Mosaik“ und das Landschaftsschutzgebiet „Zuwachs-Külzauer Forst“ liegen vollständig innerhalb des FFH-Gebietes, die Naturschutzgebiete „Kreuzhorst“ und „Weinberg bei Hohenwarthe“ zum größten Teil. Das Naturschutzgebiet „Mittelelbe zwischen Mulde und Saale“ liegt im Süden noch zu einem kleinen Anteil innerhalb des FFH-Gebietes. Weiterhin liegen die Naturdenkmale „Unterlauf der Nuthe“ und „Zipkeleber See/Gutspark“ innerhalb des FFH-Gebietes. Das FFH-Gebiet ist durch die Landesverordnung zur Unterschutzstellung der Natura 2000-Gebiete im Land Sachsen-Anhalt (N2000-LVO LSA) seit dem 21. Dezember 2018 rechtlich gesichert. Zuständige untere Naturschutzbehörden sind die Landkreis Anhalt-Bitterfeld, Börde, Salzlandkreis, Jerichower Land und die Stadt Magdeburg.

## Beschreibung
Das aus zwei Teilflächen bestehende FFH-Gebiet liegt im Biosphärenreservat Mittelelbe als Teil des Biosphärenreservats und erstreckt sich entlang der Elbe von der Saalemündung bei Barby bis kurz unterhalb der Querung der Elbe durch den Mittellandkanal nordöstlich von Magdeburg. Das Gebiet gabelt sich bei Dornburg östlich von Schönebeck (Elbe) in die Stromelbe und die Alte Elbe mit Elbeumflut und Alte Elbe auf. Die Alte Elbe trifft im Süden Magdeburgs wieder auf die Stromelbe. Von der Elbeumflut spaltet sich die Umflutehle ab, die nordöstlich von Magdeburg wieder auf die Elbe trifft.
Das Gebiet ist von Hartholzauwäldern und Wiesen geprägt. Weichholzauwälder sind in Form von Galeriewäldern entlang der Elbe ausgebildet. Die Hartholzauwälder, die zum Teil als größere Waldkomplexe erhalten sind, werden aus Stieleiche, Flatterulme, Gemeiner Esche und Winterlinde aufgebaut. Dazu gesellen sich vielfach Feldahorn und Holzapfel und teilweise Hainbuche an trockeneren Standorten. In der Strauchschicht stocken Eingriffeliger Weißdorn, Schlehdorn, Gewöhnlicher Spindelstrauch, Roter Hartriegel und Hasel. Vielfach ist auch Rotesche als invasive Art zu finden. In der Krautschicht siedeln Buschwindröschen, Gelbes Windröschen, Scharbockskraut, Waldveilchen, Hohler Lerchensporn, Echte Nelkenwurz, Waldziest, Waldvergissmeinnicht, Zerstreutblütiges Vergissmeinnicht, Waldflattergras und Riesenschwingel. Weichholzauwälder als gewässerbegleitende Galeriewälder sind insbesondere an der Alten Elbe in Magdeburg ausgebildet. Sie sind aus Fahlweide, Silberweide, Flatterulme und Schwarzpappel aufgebaut. Auch hier treten Rotesche sowie auch Pappelhybride hinzu. In der Krautschicht siedeln unter anderem Schlanksegge, Rohrglanzgras, Gewöhnlicher Gilbweiderich, Große Brennnessel und Europäische Seide. Als weitere Waldgesellschaft sind kleinflächig außerhalb der Elbaue stockende Eichen-Hainbuchenwälder unter anderem mit Feldulme, Gemeiner Esche, Bergahorn und Kulturbirne anzutreffen. Dazu gesellt sich die Robinie als Neophyt. In der Krautschicht siedeln Hainrispengras, Taumelkälberkropf, Waldknäuelgras und Echte Nelkenwurz.
Große Flächen werden von Grünländern eingenommen. Sie sind bei intensiver Nutzung artenarm. Auf artenreicheren Flächen sind viele Fuchsschwanz-Wiesen mit Wiesenglockenblume, Wiesenplatterbse und Margerite ausgebildet. Nur geringe Flächenanteile haben Brenndolden-Auenwiesen mit Brenndolde, Niedrigem Veilchen, Großem Wiesenknopf, Nordischem Labkraut, Kantenlauch, Kümmelblättriger Silge und Gewöhnlicher Wiesensilge. Auf Binnendünen sind Silbergrasfluren ausgebildet. Eine Besonderheit ist der Lübser Heuberg als Teil der Sandberge bei Dornburg mit einem reichen Vorkommen der Sandsilberscharte. Das Gebiet wird regelmäßig gepflegt, um es als Sandlebensraum zu erhalten. Ein bei Gerwisch nordöstlich von Magdeburg liegendes Binnendünengebiet ist als Exklave Bestandteil des FFH-Gebietes. Hier siedeln Sandrasen mit Blaugrünem Schillergras und Sandschafschwingel. 2010 wurde eine kleine Population der Sandsilberscharte nachgewiesen. Weiterhin sind hier Sandsegge, Silbergras, Sandstrohblume, Großer Knorpellattich, Doldiges Habichtskraut und Bergsandglöckchen zu finden. Auf dem nordöstlich von Magdeburg liegenden und zum Elbtal abfallenden Weinberg siedeln teilweise Steppen- und Sandtrockenrasen.
In den Buhnenfeldern der Elbe sind Schlammbänke ausgebildet. Hier siedeln unter anderem Elbliebesgras, Uferspitzklette, Igelsamige Schuppenmiere, Schlammling, Braunes Zypergras und Hirschsprung. In Nebengewässern der Elbe sind Bestände von Wasservegetation mit Einfachem Igelkolben, Schmalblättrigem Merk, Sumpfwasserstern, Schwanenblume und Pfeilkraut ausgebildet. Vom Flusslauf abgetrennte Altwasser beherbergen unter anderem Spiegelndes Laichkraut, Stumpfblättriges Laichkraut, Durchwachsenes Laichkraut, Haarblättriges Laichkraut, Gewöhnlichen Wasserschlauch, Spreizenden Wasserhahnenfuß, Haarblättrigen Wasserhahnenfuß, Ähriges Tausendblatt, Kleines Nixenkraut, Krebsschere, Froschbiss, Gewöhnlichen Schwimmfarm, Vielwurzelige Teichlinse, Gelbe Teichrose und Weiße Seerose.
An Gewässerufern, entlang von Flutrinnen sowie an den Rändern von Feuchtwiesen bzw. Wäldern und Gebüschen siedeln feuchte Hochstaudenfluren verschiedener Ausprägungen.
Das Gebiet ist Lebensraum und Wanderkorridor von Biber und Fischotter. Weiterhin ist das Gebiet Lebensraum zahlreicher Fledermausarten. So sind hier unter anderem Mopsfledermaus, Großes Mausohr, Mückenfledermaus, Zwergfledermaus, Großer Abendsegler, Kleiner Abendsegler, Wasserfledermaus, Fransenfledermaus, Große und Kleine Bartfledermaus heimisch. Das Gebiet ist Lebensraum verschiedener Amphibien, darunter Moorfrosch, Laubfrosch und Rotbauchunke, stellenweise auch Kammmolch, Knoblauchkröte und Kreuzkröte. Libellen sind beispielsweise durch Grüne Flussjungfer, Grüne Mosaikjungfer und Asiatische Keiljungfer vertreten. Alteichen sind Lebensraum für Hirschkäfer, Heldbock und Eremit.
Die Elbe ist Lebensraum unter anderem für Rapfen, Stromgründling, Steinbeißer, Bitterling, Barbe, Lachs und Flussneunauge.
Das Gebiet ist auch Lebensraum verschiedener Vogelarten, darunter beispielsweise Rotmilan, Schwarzmilan, Rohrweihe, Mittelspecht, Schilfrohrsänger, Drosselrohrsänger, Blaukehlchen und verschiedene Wasservögel.
Das FFH-Gebiet wird an mehreren Stellen von Verkehrswegen gequert, darunter bei Barby von der Landesstraße 51 mit der Elbfähre Barby und der Bahnstrecke Berlin–Blankenheim, bei Schönebeck (Elbe) und Plötzky von der Bundesstraße 246a sowie in Schönebeck (Elbe) von der Elbquerung nach Grünewalde, ebenfalls bei Plötzky von der Kreisstraße 1296, in Magdeburg von der Fähre Westerhüsen, mehreren Brücken im Bereich der Alten Elbe einschließlich der Elbquerung durch die Bahnstrecke Berlin–Magdeburg sowie der Rad- und Fußgängerbrücke Herrenkrugsteg, bei Biederitz von der Bundesstraße 1 und der Bahnstrecke Berlin–Magdeburg sowie nordöstlich von Magdeburg von der Bundesautobahn 2 und der Kanalbrücke des Wasserstraßenkreuzes Magdeburg im Verlauf des Mittellandkanals.